# Cimitile
Cimitile is een Italiaanse gemeente, onderdeel van de metropolitane stad Napels, wat voor 2015 nog de provincie Napels was (regio Campanië) en telt 6877 inwoners (31-12-2004). De oppervlakte bedraagt 2,7 km², de bevolkingsdichtheid is 3421 inwoners per km². Cimitile is bekend vanwege de vroegchristelijke basilica's van Cimitile.

## Geografie
Cimitile grenst aan de volgende gemeenten: Camposano, Casamarciano, Comiziano, Nola.